# Erikslund Shopping Center

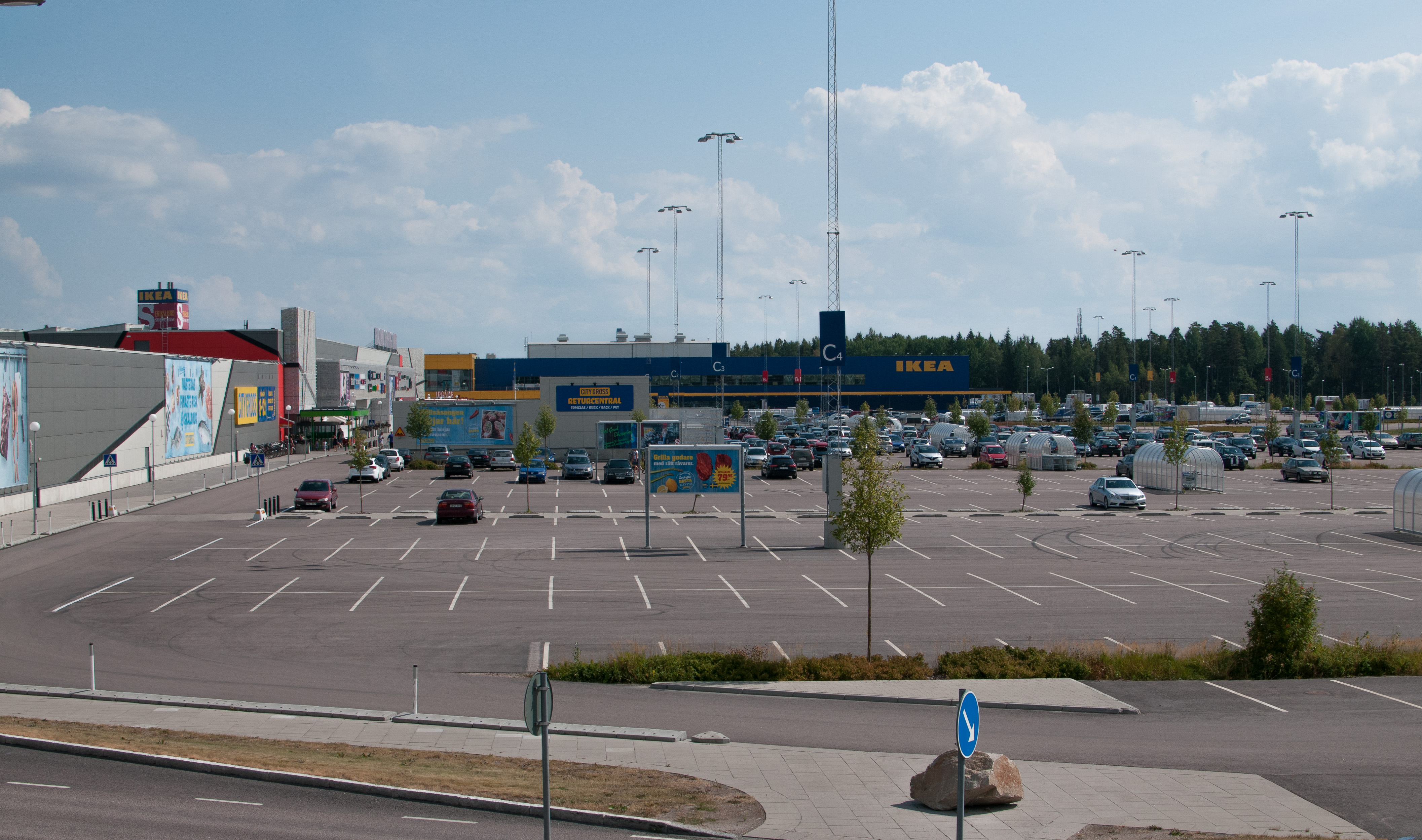
Erikslund Shoppingcenter med vy från norr mot söder i augusti 2014.

Erikslund Shopping Center är en del av Erikslunds handelsområde som är en stadsdel i det administrativa bostadsområdet Eriksborg-Hagaberg-Erikslund i Västerås, Västmanlands län. Det ligger norr om E18 och väster om Riksväg 66 (Surahammarsvägen).
Erikslund Shopping Center öppnades 2011 av Ikano Retail Centres med City Gross och Ikea i vardera sida av byggnaden, som så kallade huvudankare. Byggnaden inhyser 80 butiker i två plan med en sammanlagd handelsyta på 80 000 kvadratmeter, där Ikea tar upp nästan hälften av bruttoarean.
Köpcentrumet är en del av det externa handelsområdet Erikslund vid E18, som består av flera stora butiker, och har en total handelsyta på nästan 200 000 kvadratmeter. Denna handelsplats är Sveriges tredje största i omsättning efter Kungens Kurva och Barkarby, enligt branschorganisationen Nordic Council of Shopping Centers.